# 新潮流系
新潮流系，簡稱新潮流，是臺灣政黨民主進步黨的派系之一，主要是以1984年創刊的黨外運動雜誌《新潮流雜誌》（英語：The Movement）的編採與撰稿人員為班底組成，即新潮流「十八飛鷹」，該系以「信仰堅定、紀律嚴明」聞名，具強烈的列寧式核心菁英型及使命型政黨之特色。
新潮流主要創立者為邱義仁（現任總統府資政，曾任總統府秘書長、民進黨秘書長、國安會秘書長、行政院秘書長、行政院副院長、臺日關係協會會長等）、洪奇昌（曾任國大代表、立法委員、海基會董事長等）、吳乃仁（曾任臺糖公司董事長、臺灣證交所董事長、民進黨秘書長等）、林濁水（曾任立法委員等），有「洪水仁仁（兩粒土豆仁）」之稱，為新潮流四大元老。
林世煜接受中央研究院近代史研究所副研究員陳儀深訪問時提到：「邱義仁找來一批同質性高的同志，建立了列寧式核心菁英型的組織，採民主集中制，至今依然是民主進步黨內部行動最『整齊』的次團體。新潮流嚴格來說不像派系，因為派系是沒有成文規矩、進出隨意、沒有成員資格限制的俱樂部；但新潮流是黨中之黨，要進新潮流跟皈依教派一樣，必須有長老引介、通過教義問答，接受洗禮的。」而李文忠認為，新潮流是一個講究「民主集中制」的團體，任何成員都可以就公共政策、政治議題向領導人提出質疑；鍾佳濱也指出，新潮流的決策機制近似「社會主義色彩濃厚的參與式民主」，內部開會時常有「拍桌辯論」場景。
新潮流早期主張「社會民主路線」，並試圖與勞動階層、社會運動團體結合，影響政策的制定與施行；後主張「群眾路線」，防堵具有公職人員身分的政治人物在黨外運動和民進黨的領導和影響力（新潮流成員早期因多從黨外雜誌編輯與社會運動途徑參與政治，未參加選舉成為候選人，故多無公職人員身分）；並以「臺灣島内的臺灣獨立運動者」（和島外的臺獨運動區別）的面目出現，推動民進黨增訂臺獨黨綱，但開始參與臺灣政黨政治。黑名單解禁後，從臺灣島外回臺灣發展的臺獨聯盟在臺灣的發展者如張燦鍙，也和新潮流保持合作關係。
民進黨在2006年決議「解散派系」後，新潮流名義上解散，但實際上在2008年轉型為臺灣新社會智庫，以另一種型態存續。新潮流、蘇系、綠色友誼等3個民進黨派系關係特別密切，合稱為新蘇連。

## 歷史

### 成立
1983年9月9日，黨外雜誌編輯與黨外作家正式成立黨外編輯作家聯誼會，簡稱黨外編聯會，是新潮流的前身。同月，黨外編聯會發動「批康運動」批判康寧祥，接著又挑起「雞兔問題」——「乾淨」的黨外專業公職人員是雞，「做國民黨生意」的黨外公職人員是兔，雞兔不能同籠——鬥垮美麗島。黨外編聯會要角曾與夏潮聯合會的陳映真等成員進行針鋒相對的臺灣意識論戰。
1987年，新潮流由邱義仁、吳乃仁與林濁水共同發起成立，其後利錦祥加入，成員主要是以1984年創刊的黨外雜誌《新潮流雜誌》的編採與撰稿人員為班底組成，當時的代表人物有「十八飛鷹」——邱義仁、吳乃仁、吳乃德、洪奇昌、林濁水、劉守成、賀端蕃、謝史朗、簡錫堦、田秋堇、魏廷昱、陳鴻誠、楊碧川、尤宏、謝穎青、黃昭凱、陳武進、劉峰松等18位創刊編輯委員，但楊碧川從未加入民進黨。明確的政綱與強而有力的派系紀律，使該派系成為黨內最具實力的派系。
新潮流早年的主要政綱為臺灣獨立、群眾運動以及社會民主主義路線，1990年代後則以務實為導向。1989年，新潮流頭目邱義仁反對美麗島張俊宏訪問中國大陸，指責張俊宏訪問中國大陸是「出賣臺灣」；但1998年7月，時任民進黨秘書長的邱義仁應廈門大學臺灣研究所（現廈門大學臺灣研究院）受邀參與研討會，返臺後公開表示，「民進黨是選舉黨，選票就是答案，再現實不過」，所以在臺灣海峽兩岸關係問題上「民進黨硬扮黑臉是兩面刃」。
新潮流收受臺商政治獻金，更是公開的秘密；親近該派系的政治公關公司「新高山行銷顧問公司」，為了求生存，同樣「以客為尊」，泛藍泛綠客戶都不拒。新潮流甚至對抗許信良和陳水扁的大膽西進或積極開放，並取代李登輝戒急用忍，主導民進黨間接形成「強本西進」共識。前總統府國策顧問黃天麟因此對前民進黨中央黨部公共政策研究中心幹事蔡百銓說「新潮流是無間道，統獨都有生意」。
新潮流實施集體領導，其領導集體是「政協」，決策會議是「政協會議」，具列寧式政黨獨有的民主集中制之特色，而顏萬進、簡錫堦、洪奇昌、吳乃仁、梁文傑都曾擔任政協委員。依廖永來的回憶：民進黨黨員欲加入新潮流者，由中央黨部直接找尋，或經新潮流成員推薦後由中央黨部派人訪視及審核，經過政協會議討論後才決定是否獲准加入；新潮流政協委員由黨員代表選出，共11人，任期一年，得連任；新潮流政協委員每星期開會一次，針對重大政策或公共議題討論並作成決策。
新潮流成立後強調「臺灣獨立」、「群眾運動」、「社會民主主義」三大主張，嚴格審查入流者資格，審查方式包括：⑴兩位幹部為入流者推薦背書；⑵考核入流者的能力、操守、專長、對派系忠誠度。
新潮流嚴禁成員跨派系情事，但可以支持盟友，現任副總統蕭美琴跟前立法委員王世勛就是代表的例子為長期盟友。新潮流以政協為主要核心幹部，注重團隊精神，實施民主集中制，強調派系紀律：成員可以在內部會議中爭辯，但若內部會議作成決議則不容異議。但正因如此，新潮流內部多次因成員選舉糾紛發生嚴重退流事件，迄今退流者包括：前臺北市議員賁馨儀、前中華顧問工程司董事長許瑞峯、前臺灣環境保護聯盟會長劉志成、前國大代表黃昭凱、前高雄市政府勞工局局長方來進、前行政院農業委員會政務副主任委員戴振耀、前行政院勞工委員會政務副主任委員郭吉仁、前立委黃昭輝、簡錫堦、現任駐日代表李逸洋、現任臺南市市長黃偉哲。而脫黨參選直轄市市長者有前臺南縣縣長蘇煥智及前高雄縣縣長楊秋興。

### 成長
新潮流是一個相當穩固的派系，吸收優秀的大學生進來，然後有計畫地培植他們。適合出國留學者，新潮流就資助他們出去留學，前國安會副秘書長陳文政和現任大陸委員會政務副主任委員梁文傑是最典型的例子；其他沒有出國留學的，新潮流就把他們擠進縣市議員選舉的行列中，慢慢培養到立委，像是現任臺北市立委吳思瑤、現任臺北市議員許淑華是典型的例子；另外，還有一些適合行政工作者，新潮流就安排他們到自己執政的縣市擔任基層幹部，以便日後有機會執政時再逐步安排到更高層的行政機關擔任政務官。新潮流坐大是長期累積，從縣市長、立委到縣市議員，有系統地栽培交棒。
新潮流三位女大老陳菊、劉世芳、袁嬿嬿是新潮流內不同意涵的精神領袖。
1993年，立法院表決《全民健康保險法》勞資負擔比例條文的時候，新潮流卻刻意在場不投票，與其他黨派立法委員做法一樣，因而被工人立法行動委員會打入「爛蘋果家族」。
1994年中華民國省市長暨省市議員選舉，民進黨臺北市市長初選是陳水扁與謝長廷的「長扁之爭」，新潮流精算其利益投注陳水扁；陳水扁當選市長後，任用多位新潮流成員作為回報，開啟了日後「扁新合作」，也固定了民進黨派系聯手分治的模式。此模式也同樣在2016年競選總統的蔡英文，當選後的蔡英文政府也同樣重用新潮流，例如前高雄市市長陳菊擔任監察院院長以及前臺南市市長賴清德擔任行政院院長，而賴清德與陳菊皆為新潮流賴系與菊系領導人。
1995年，新潮流在臺灣中部成立「春雨文教基金會」，原本僅籌辦一般藝文活動；2000年，邱太三接任春雨文教基金會董事長，春雨文教基金會開辦「春雨臺灣新青年領袖營」培訓人才；2013年8月，新潮流大老李文忠之妻《時報周刊》記者陳德愉獨家報導新潮流已在臺灣中部深耕十幾年的春雨臺灣新青年領袖營。
1997年，蕃薯藤獲得新潮流免費提供辦公室，引起外界質疑：中華民國視訊網路協會理事長李世勛說，蕃薯藤主要成員均是當年野百合學運分子，與民進黨淵源甚深，再加上目前辦公室由民進黨免費提供，「易遭外界認為富有濃厚的民進黨政治色彩」；蕃薯藤創辦人陳正然回應，民進黨「不能、也不會」利用蕃薯藤資源，不做商業化活動是蕃薯藤不變的堅持，「除非商業化能夠顧及原始理念，否則寧可放棄」。
1997年賴清德在臺南市當選立法委員，2001年蘇煥智當選臺南縣縣長，新潮流在大臺南迅速擴張勢力。
2000年7月18日，蘇貞昌說，他早已未參與福利國運作，他與新潮流則是合作關係良好。
2001年5月，國家政策研究基金會內政組助理研究員陳華昇與楊鈞池分析，陳水扁政府執政後，新潮流對民進黨決策的影響主要表現在三方面：
1. 堅持要求陳水扁組成少數政府，反對民進黨與國民黨本土派合組聯合內閣，反對民進黨與親民黨共組多數執政聯盟。
2. 堅持停建核四，並刻意安排於陳水扁與國民黨黨主席連戰會面後逕行宣布停建核四，以斷絕民進黨與在野黨合作的機會。
3. 在兩岸政策上扮演關鍵角色，堅守與中國大陸劃清界限的基本教義路線，無視國際經濟情勢變遷，仍傾向以圍堵策略阻止兩岸交流的進程，有效牽制陳水扁向中間路線調整並加速兩岸經貿發展的意圖。[30]

2004年4月13日，民進黨中常會通過2004年立法委員選舉黨內初選時程，新潮流召開政協會議初步決定推薦4至5人參選全國不分區立法委員。
2005年12月，原新潮流成員翁金珠接受林義雄的託付，宣佈參選民進黨主席；新潮流總召集人段宜康以「翁金珠未與新潮流報備即自行參選」為由，自認督導不周而辭去總召，由洪奇昌代理總召。之後，由賴清德繼任新潮流總召。

### 名義上的解散
2006年7月23日，時任正義連線立委王幸男在民進黨第12屆第1次全國黨員代表大會上提出「解散派系」議案，獲得過半票數通過；「解散派系」議案將禁止以派系名義設辦公室、招募會員、對外募款，也規定黨內公職人員不得加入派系。在「解散派系」議案通過後，新潮流辦公室發表聲明表示「欣然接受，全力配合」，宣佈即日起新潮流解散，包括政協、辦公室及流團等運作全部停止。日後，臺灣媒體提到新潮流時，多以「前新潮流」或「前新系」稱之。但2008年7月後，新潮流改組為臺灣新社會智庫，以智庫型態存續。

### 解散後的發展
2008年7月20日，民進黨召開全代會選出10席中常委，至此新潮流在全黨16席中常委中占有5席（段宜康、徐佳青、陳菊、賴清德、楊秋興）、在全黨30席中執委中占有8席（洪智坤、李昆澤、徐佳青、林宜瑾、吳思瑤、林錫耀、段宜康、郭國文）。
2011年民主進步黨總統提名選舉，蘇貞昌與蔡英文都有新潮流成員支持，新潮流無法決定一致支持誰。
2014年7月20日，民進黨第16屆第1次全國黨員代表大會進行中執委改選，新潮流6人當選（李昆澤、吳思瑤、鍾佳濱、張廖萬堅、許淑華、鄭文燦）。
2014年九合一選舉，民進黨大勝，而新潮流是黨內最大贏家：除了原本即屬該系執政的臺南市（市長賴清德）與高雄市（市長陳菊）之外，該系執政縣市多了桃園市（市長鄭文燦）與彰化縣（縣長魏明谷）。
2015年2月，民進黨中央黨部突襲提前在農曆年前開始2015年總統提名選舉時程，曾是蘇貞昌盟友的新潮流與綠色友誼更早已在本次選舉中支持蔡英文，昔日叱吒黨內的新蘇連已幾乎被掏空。
2016年3月21日，風傳媒獨家報導，新潮流不滿洪奇昌近年在兩岸議題上與蘇起互動緊密，為避免讓外界將洪奇昌的主張視為新潮流意見，新潮流近期將正式決定將洪奇昌除名。同日，新潮流大老利錦祥證實，近年來洪奇昌與臺灣新社會智庫運作較為疏離、也甚少參與相關活動，臺灣新社會智庫理事會在日前定期檢討會員資格時便決定不再邀請洪奇昌擔任會員，並無媒體報導所謂「除名」或各種揣測原因。同日，洪奇昌接受中央通訊社訪問表示，約上週四、週五，利錦祥告訴他，新潮流要重組，不再將他留在內部；新潮流有政治考量，在政治考量下所作的決定就是「政治」，他不希望造成新潮流困擾，但大家還是兄弟、還是朋友、但已非自家人。
2016年6月5日晚上，新潮流在桃園市中壢區南方莊園渡假飯店召開已經4至5年沒開的派系大會改選臺灣新社會智庫理監事，一百多人參加，鄭文燦連任臺灣新社會智庫理事長。
2016年12月29日，《新新聞》披露，由新潮流成員投資開設的「惟勤公關顧問公司」首任董事長是邱太三，邱太三擔任桃園市副市長之後改由同屬新潮流的賴勁麟掛名負責人，賴勁麟近期剛接任神腦國際董事長。
2024年1月，賴清德當選為中華民國第十六任總統，宣布退出新潮流。

## 評價
2001年8月25日，作家李敖說，新潮流就是像喬治·奥威爾《動物農莊》所寫的「豬的團體」：動物們將人趕走後，馬與羊陸續被豬整死，豬成為最大團體；「新潮流的角色就像『豬的團體』，只保護本身利益，恐怖、殘忍而無視多數一切」；新潮流的邱義仁與吳乃仁，因奪權而將民進黨的政策卡住。
2003年10月4日，臺灣社會研究季刊（臺社）舉辦創社15周年「邁向公共化，超克後威權」學術研討會，簡錫堦說，以前民進黨把統獨議題視為主流矛盾，把社會矛盾視為次要矛盾；現在正常論述很快跟省籍情結扣上，「省籍路徑民主化」在黨內其實是很簡單的作法，工人立法行動委員會核心幹部吳永毅說，民進黨從「雞兔問題」論辯開始，新潮流就把培養的菁英送到社運安插進去，等同間接控制社運資源；社運人士把自己奉送給民進黨，民進黨收社運的正當性與資源，所以民進黨並非唯一的靠山。
2012年4月13日，《新臺灣新聞週刊》發行人詹錫奎說，新潮流是民進黨內真正的、唯一的派系，只有它是有組織、有會議、有議決事項的「黨中之黨」，這是世界上少見的、連國民黨與中共內部都沒有的特殊組織，「將異形的政治生態注入媒體圈，讓大家找不出問題根源，只能看著『薛西佛斯推巨石上山』故事一再重演」。
2024年4月，媒體大篇幅報導了新潮流成為民進黨中最大派系的關鍵因素，並刊登新潮流成員說法，認為新潮流的存在不是要搶位置，重點是在培養人才，他強調，派系裡沒有所謂的政二代，只有一視同仁。

## 外部連結
- 台灣新社會智庫 （页面存档备份，存于）
- 新潮流該先自我檢討（黃慶林）